# Mirišu jabuke
Mirišu jabuke devetnaesti je studijski album pop rock-sastava Crvena jabuka. Diskografska kuća Croatia Records objavila ga je 14. lipnja 2024. na platformama za streaming, a pet dana poslije izdala ga je na CD-u i USB-u.

## O albumu
Na dan izlaska singla „Prvi ples” s prethodnog albuma objavljeno je da će sastav izdati novi album. Sadrži 12 skladbi, uključujući i obradu pjesme „Dao sam ti dušu” Alena Slavice.
Sastav je na terasi hotela Esplanade u Zagrebu javno predstavio album i najavio da će otići na europsku turneju kojom će proslaviti četrdeset godina postojanja.
Album je popraćen spotovima za naslovnu numjeru, „Dao sam ti dušu”.

## Popis pjesama
| 1.    | »Kad joj neko ime spomene«       | 4:24 |
| 2.    | »Drumovi«                        | 4:15 |
| 3.    | »Dao sam ti dušu«                | 3:44 |
| 4.    | »Znam da imaš kome da se vratiš« | 3:58 |
| 5.    | »Mirišu jabuke«                  | 4:18 |
| 6.    | »Koga jednom pronosaju vile«     | 3:34 |
| 7.    | »Tula«                           | 4:40 |
| 8.    | »Kad u maju mak procvijeta«      | 3:22 |
| 9.    | »Nebo je tu«                     | 4:06 |
| 10.   | »Košulja od boli«                | 3:46 |
| 11.   | »Splićanka«                      | 3:43 |
| 12.   | »Jazija«                         | 3:44 |
| 47:34 |                                  |      |

## Ljestvice

### Tjedna
| Ljestvica | Najviša pozicija |
| --------- | ---------------- |
| HR top 40 | 1                |